# Athlone Town Association Football Club
El Athlone Town Association Football Club (en irlandés: Cumann Peile Bhaile Áth Luain) es un club de fútbol de Irlanda, con sede en Athlone, Condado de Westmeath. Fue fundado en 1887 y compite en la Primera División, segunda categoría del fútbol irlandés.

## Historia
Fue fundado en el año 1887 en la ciudad de Athlone con el objetivo de competir en la Leinster Junior Cup organizada por la Asociación de Fútbol de Leinster. Es el equipo más viejo de la República de Irlanda y fue el primer equipo elegido (así como también el primero no dublinés en la nueva liga) para integrar la Liga irlandesa de fútbol en 1922, en la cual acabó en la sexta posición. Ha sido campeón de liga en 2 ocasiones, 1 vez campeón de Copa y 3 títulos de Copa de Liga en 7 finales.
A nivel internacional ha participado en 3 torneos continentales, donde su mejor participación ha sido en la Copa UEFA de 1975/76, en la que avanzó hasta la Segunda ronda.

## Palmarés

### Torneos nacionales
- Liga de Irlanda (2): 1980-81, 1982-83
- Copa de Irlanda (1): 1923-24
- Copa de la Liga de Irlanda (3): 1979-80, 1981-82, 1982-83
- Copa Tyler (1): 1979-80
- Primera División de Irlanda (2): 1987-88, 2013
- División B de Irlanda (2): 1968-69, 1983-84

### Torneos regionales
- Copa de Leinster (1): 1983-84

## Participación en competiciones de la UEFA
| Temporada | Torneo       | Ronda | Club           | Casa | Visita | Gloobal |
| --------- | ------------ | ----- | -------------- | ---- | ------ | ------- |
| 1975–76   | UEFA Cup     | 1     | Vålerengen     | 3–1  | 1–1    | 4–2     |
| 1975–76   | UEFA Cup     | 2     | Milan          | 0–0  | 0–3    | 0–3     |
| 1981–82   | European Cup | 1     | KB             | 2–2  | 1–1    | 3–3 (a) |
| 1983–84   | European Cup | 1     | Standard Liège | 2–3  | 2–8    | 4–11    |